# Asiotmethis nigripedis
Asiotmethis nigripedis is een rechtvleugelig insect uit de familie Pamphagidae. De wetenschappelijke naam van deze soort is voor het eerst geldig gepubliceerd in 1966 door Steinmann.